# Даиеи (ера)
Даиеи (大永), позната и као Таиеи је јапанска ера (ненко) која је настала после Еишо и пре Кјороку ере. Временски је трајала од августа 1521. до августа 1528. године и припадала је Муромачи периоду. Владајући цареви били су Го Кашивабара и Го Нара. Име ере је промењено услед ратова и великог броја временских непогода.

## Важнији догађаји Даиеи ере
- 24. јануар 1525. (Даиеи 5, први дан првог месеца): Услед недостатка новца за финансирање све званичне царске церемоније су одложене до даљњег.[3]
- 29. април 1525. (Даиеи 5, седми дан четвртог месеца): У својој 63 години умро је цар Го Кашивабара. Земљом је владао 26 година, три у ери Бунки, седамнаест у ери Еишо и шест у ери Даиеи. Цар је пронађен мртав у својој архиви.[3]
- 25. мај 1526. (Даиеи 6, четрнаести дан четвртог месеца): Имагава Уџичика, „шуго“ провинције Суруга, успоставља породични Имагава кодекс од 33 члана (Имагава кана лист).
- 1526. (Даиеи 6, четврти месец): Након смрти свога оца Го Нара је устоличен као нови цар Јапана. У том тренутку имао је 31 годину.[3]
- 1526. (Даиеи 6, седми месец): Војска из провинције Ава умарширала је у Мијако. Фусокава Такакаге припаја снаге са Такакунијевим и заједно успевају да зауставе надирућу непријатељску војску.[4]
- 1526. (Даиеи 6, дванаести месец): Шогун Ашикага Јошинару позива стреличаре комшијшких провинција да дођу за престоницу и учествују у стреличарском такмичењу.[4]
- 1526. (Даиеи 6, дванаести месец): Започиње се рад у руднику сребра Ивазами Гинзан у месту којој данас припада префектура Шимано.[5]